# Санта Марија Апаренте (Мачерата)
Санта Марија Апаренте (итал. Santa Maria Apparente) насеље је у Италији у округу Мачерата, региону Марке.
Према процени из 2011. у насељу је живело 3040 становника. Насеље се налази на надморској висини од 34 м.